# اوسترونگه مورسکیه
اوسترونگه مورسکیه (به لهستانی:  Ustronie Morskie) یک روستا در لهستان است که در گمینا اوسترونگه مورسکیه واقع شده‌است. اوسترونگه مورسکیه ۱٬۸۰۰ نفر جمعیت دارد.

## خواهرخوانده
شهر ورنویشن خواهرخواندهٔ اوسترونگه مورسکیه هست.